# Annabelle

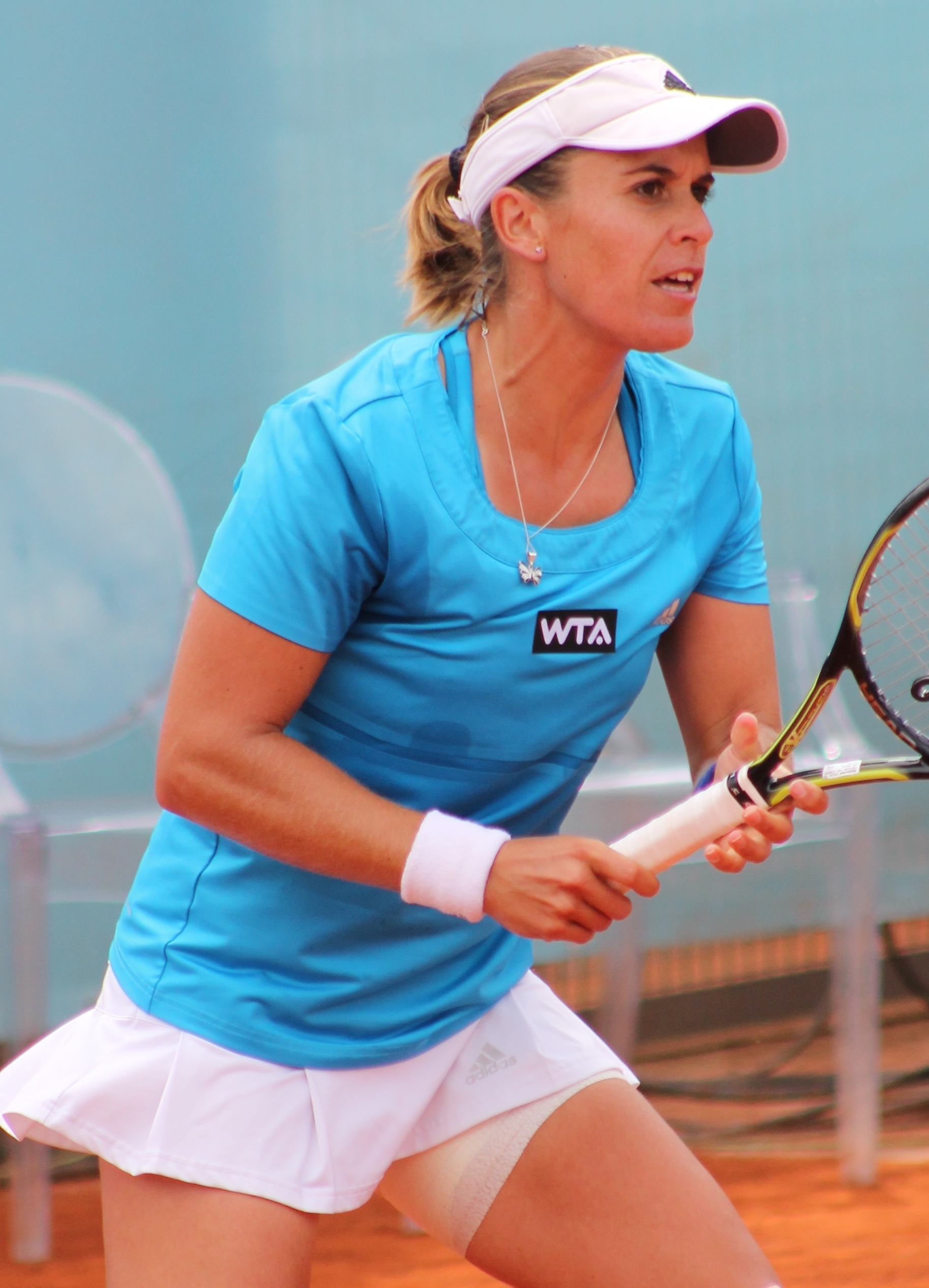
Anabel Medina Garrigues, 2014.

Kvinnonamnet Annabelle, även Annabel, Anabelle, Anabel och Anna-Belle, är troligen en form av det fornfranska namnet Amabel som i sin tur kommer från latinets amabilis (älskvärd).
Den 31 december 2014 fanns det totalt 365 kvinnor folkbokförda i Sverige med namnet Annabelle, Annabel, Anabel eller Anna-Belle, varav 236 bar det som tilltalsnamn.
Namnsdag i Sverige: 21 april

## Personer vid namn Annabelle
- Anabel Conde, spansk sångerska
- Anabel Gambero, argentinsk landhockeyspelare
- Annabel Goldsmith, engelsk adelsdam och klassisk nattklubbsvärdinna
- Anabel Medina Garrigues, spansk tennisspelare
- Annabelle Rice, svensk-amerikansk teaterregissör
- Annabelle Wallis, brittisk skådespelerska

## Fiktiva personer vid namn Annabelle
- Annabelle, rollfigur i TV-serien Buffy och vampyrerna (se The Slayer)
- Annabel Lee än en kvinna i en dikt av den amerikanske författaren Edgar Allan Poe